# سلینا جید
سلینا جید (انگلیسی: Celina Jade؛ زادهٔ ۱۰ ژوئن ۱۹۸۵) یک هنرپیشه و خواننده اهل ایالات متحده آمریکا و هنگ کنگ است. وی از سال ۲۰۰۸ میلادی تاکنون مشغول فعالیت بوده‌است.
پدر او «روی هوران» قهرمان کونگ‌فوی آمریکایی و مادرش یک زن چینی است.

## گزیدهٔ آثار

### سینما
- مردی با مشت‌های آهنین (۲۰۱۲)

### تلویزیون
- پیکان (۲۰۱۵–۲۰۱۳)

### بازی‌های ویدئویی
- سگ‌های خوابیده (۲۰۱۲)